# Экономика Орегона
Экономика штата Орегон представлена несколькими отраслями.
В течение 1990-х и 2000-х годов Орегон пытался перевести свою экономику с использования природных ресурсов на сочетание производства, услуг и высоких технологий. 
Кризис 1980-х годов поразил основные сырьевые отрасли Орегона: лесопереработка, рыболовство и сельское хозяйство. Усилия правительства штата по диверсификации экономики привели к росту высокотехнологичного сектора, базирующегося в трёх округах, окружающих столицу штата Портленд, однако сельские округа не получили поддержки. В период с 2000 по 2003 год было потеряно около 43 000 рабочих мест, во многом из-за краха пузыря доткомов. В период между 2004 и 2007 годами экономика Орегона и страны в целом росла за счёт роста сектора строительства и услуг. Одна лишь строительная сфера добавила 21 000 рабочих мест в течение указанного периода. 
ВВП Орегона в 2008 году составил 161,6 млрд. долларов США, что делало штат 26-м по этому уровню в США. Доход на душу населения в 2008 году составил 38 801 доллар. По состоянию на июль 2015 года уровень безработицы в штате составлял 5,9%. По этому показателю Орегон занимал 37 место в стране.

## История
Первой крупной отраслью Орегона стала торговля пушниной. Начиная с 1840-х годов, поселенцы начали вымещать коренных американцев и создавать свои фермы. Хотя в прибрежном регионе рост был медленным, однако в долине Уилламетт и в частности в Портленде наблюдался быстрый рост. С открытием золота в 1861-62 годах в округе Бейкер и округе Грант в восточном Орегоне начал формироваться крупный транспортный узел. С прокладкой железной дороги до Орегона Портленд упрочил свое положение в качестве экономического центра штата. В последующие десятилетия своё развитие также получили лесопереработка и рыбная ловля. 
С началом Первой мировой войны судостроение и торговля древесиной ускорили свой рост, в особенности в Портленде. В 1930-х годах Управление общественных работ и Гражданский корпус охраны окружающей среды, организованные в рамках Нового курса, реализовали множество проектов по всему штату, в том числе построили несколько гидроэлектростанций вдоль рек Орегона. Плотина Бонневил, построенная в 1933-1937 годах, обеспечила дешёвую электроэнергию, которая способствовала развитию промышленности, такой как алюминиевые заводы, например, Wah Chang Corporation в городе Олбани. Электроэнергия, продовольствие и пиломатериалы, поставляемые Орегоном, способствовали развитию Запада, хотя периодические кризисы в строительной отрасли США неоднократно наносили ущерб экономике штата. Также во время Второй мировой войны также были значительно расширены отрасли производства продовольствия и судостроения. 

## Экспорт
20% производственных рабочих мест в Орегоне зависит от экспорта, который в 2009 году составил 19,4 млрд долларов США, причём более 40% от общего объёма пришлось на страны Азии. 
Крупнейшими импортёрами из Орегона в 2009 году стали: 
- Канада (2,8 млрд. долларов)
- Китай (2,5 млрд. долларов)
- Япония (2 млрд. долларов)
- Малайзия (2 млрд. долларов)
- Южная Корея (1,3 млрд. долларов)

Крупнейшие статьи экспорта в 2009 году: 
- компьютерные и электронные продукты (6,8 млрд. долларов)
- продукция машиностроения (1,1 млрд. долларов)